# Ransäter
Ransäter es un pueblo en Munkfors en Värmland, Suecia.